# Young Africans SC
Young Africans  is een Tanzaniaanse voetbalclub uit Dar es Salaam. Het is een van de twee grootste clubs van het land. De andere club is aartsrivaal Simba SC.

## Erelijst
- Landskampioen

1968, 1969, 1970, 1971, 1972, 1974, 1981, 1983, 1987, 1991, 1996, 1997, 2000, 2005, 2006, 2008, 2009, 2011, 2013, 2015, 2016, 2017, 2022, 2025
- Beker van Tanzania

Winnaar: 1975, 1994, 1999
Finalist: 2001,
- CECAFA Cup / Kagame Inter-Club Beker

Winnaar: 1975, 1993, 1999, 2011, 2012
Finalist: 1976, 1986, 1992

## Bekende spelers
- Shabani Nonda

## Bekende trainer
- Ernie Brandts (2012-2013)
- Hans van der Pluijm (2014-2016)